# WTA Finals 2024
Het eindejaarstoernooi WTA Finals van 2024 werd gespeeld van zaterdag 2 tot en met zaterdag 9 november 2024. Het tennistoernooi vond plaats in de Saoedische stad Riyad. Het was de 53e editie van het toernooi. Er werd gespeeld op een hardcourtbinnenbaan in de King Saud University Sports Arena.
Op grond van een beslissing van de gezamenlijke internationale tennisbonden speelden deelneemsters uit Rusland en Wit-Rusland zonder hun nationale kenmerken.
Net als de vorige editie werd het enkelspeltoernooi gespeeld met acht deelnemers, en het dubbelspeltoernooi met acht koppels. In het enkelspeltoernooi wordt sinds 2003 gestart met een groepsfase – in het dubbelspel gebeurde dat pas in 2019 voor het eerst.
Eén speelster nam zowel aan het enkel- als aan het dubbelspeltoernooi deel: de Italiaanse Jasmine Paolini.
De winnares in het enkelspel kon minimaal $ 4.455.000 winnen (als zij de groepsfase met één zege zou doorkomen) en maximaal $ 5.155.000 (als zij ongeslagen kampioen zou worden) – in verband met één verloren groepswedstrijd won zij $ 4.805.000. De winnaressen van het dubbelspel konden gezamenlijk minimaal $ 985.000 en maximaal $ 1.125.000 opstrijken. Door hun foutloos parcours incasseerden zij het hoogste bedrag.

## Toernooisamenvatting
Enkelspel
De als tweede geplaatste Poolse titelverdedigster Iga Świątek bleef steken in de groepsfase.
Het eerste reekshoofd, Aryna Sabalenka, bereikte de halve finale, die zij verloor van de Amerikaanse Cori Gauff.
De Amerikaanse Jessica Pegula meldde zich na twee groepswedstrijden af, wegens een knieblessure. Haar laatste groepswedstrijd werd gespeeld (en verloren) door reserviste Darja Kasatkina.
Het derde reekshoofd, Cori Gauff uit de Verenigde Staten, won het toernooi. In de finale versloeg zij de als zevende geplaatste Chinese Zheng Qinwen in drie sets, met een tiebreak in de laatste set. Gauff wist voor het eerst in haar loopbaan het eindejaarstoernooi op haar naam te schrijven. Het was haar negende WTA-titel, de derde van dat jaar. Zij incasseerde US$ 4.805.000 prijzengeld op dit toernooi.
Dubbelspel
Titelhoudsters Laura Siegemund en Vera Zvonarjova hadden zich niet gekwalificeerd voor deze editie van het toernooi.
Het als eerste geplaatste duo Ljoedmyla Kitsjenok en Jeļena Ostapenko verloor al hun groepswedstrijden.
Het als tweede geplaatste duo Gabriela Dabrowski en Erin Routliffe won het toernooi. In de finale versloegen zij het als achtste geplaatste koppel Kateřina Siniaková en Taylor Townsend in twee sets. Hiermee namen zij revanche voor de verloren finale op Wimbledon 2024. Het was hun vierde gezamenlijke titel. De Canadese Dabrowski had daarnaast dertien eerdere dubbelspeltitels met andere partners; de Nieuw-Zeelandse Routliffe vier. Het team incasseerde US$ 1.125.000 prijzengeld op dit toernooi.

## Enkelspel
Dit toernooi vond plaats van zaterdag 2 tot en met zaterdag 9 november 2024, met de groepsfase uitgespreid over zes dagen (2–7 november), de halve finales op 8 november en de finale op 9 november.
De acht deelneemsters vertegenwoordigden zeven verschillende landen: China, Italië, Kazachstan, Polen, Tsjechië, Verenigde Staten (2x) en een anoniem land.

### Deelnemende speelsters
- Ranglijst "Race to the WTA Finals" per 28 oktober 2024.

| Nr. | Speelster          | Rang | Groep   | Resultaat    | Verloor van       |
| --- | ------------------ | ---- | ------- | ------------ | ----------------- |
| 1.  | Aryna Sabalenka    | 1    | paars   | halve finale | Cori Gauff        |
| 2.  | Iga Świątek        | 2    | oranje  | groepsfase   | Gauff             |
| 3.  | Cori Gauff         | 3    | oranje  | winnares     | winnares          |
| 4.  | Jasmine Paolini    | 4    | paars   | groepsfase   | Sabalenka, Zheng  |
| 5.  | Jelena Rybakina    | 5    | paars   | groepsfase   | Paolini, Zheng    |
| 6.  | Jessica Pegula     | 6    | oranje  | groepsfase   | Gauff, Krejčíková |
| 7.  | Zheng Qinwen       | 7    | paars   | finale       | Cori Gauff        |
| 8.  | Barbora Krejčíková | 12†  | oranje  | halve finale | Zheng Qinwen      |
| 9.  | Darja Kasatkina    | 9    | reserve | groepsfase   | Świątek           |

Zes speelsters namen al eerder deel aan de WTA Finals: Aryna Sabalenka (3x),
Iga Świątek (3x), Cori Gauff (2x), Jessica Pegula (2x), Jelena Rybakina (1x)
en Barbora Krejčíková (1x).
Debutantes waren Jasmine Paolini en Zheng Qinwen.
Op de reservebank zaten Darja Kasatkina (9) (die Pegula bij één groepswedstrijd verving)
en Danielle Collins (10) (zij hoefde niet in actie te komen).

### Prijzengeld en WTA-punten
| Resultaat                | Prijzengeld      | WTA-punten |
| ------------------------ | ---------------- | ---------- |
| winnares                 | R1 + $ 3.770.000 | R1 + 900   |
| finale                   | R1 + $ 1.270.000 | R1 + 400   |
| halve finale             | R1               | R1         |
| eerste ronde (3/3 zeges) | $ 1.385.000      | 600        |
| eerste ronde (2/3 zeges) | $ 1.035.000      | 400        |
| eerste ronde (1/3 zege)  | $ 685.000        | 200        |
| eerste ronde (0/3 zeges) | $ 335.000        | 0          |

- R1 = de opbrengst van de eerste ronde (groeps-
wedstrijden).
- Een foutloos parcours zou de winnares US$ 5.155.000
en 1500 punten opgeleverd hebben.

### Halve finale en finale
|  | halve finale | halve finale       | halve finale | halve finale | halve finale |    |              | finale | finale | finale | finale | finale |
|  |              |                    |              |              |              |    |              |        |        |        |        |        |
|  | 1            | Aryna Sabalenka    | 64           | 3            |              |    |              |        |        |        |        |        |
|  | 3            | Cori Gauff         | 7            | 6            |              |    |              |        |        |        |        |        |
|  | 3            | Cori Gauff         | 7            | 6            |              | 3  | Cori Gauff   | 3      | 6      | 7      |        |        |
|  |              |                    |              |              |              | 3  | Cori Gauff   | 3      | 6      | 7      |        |        |
|  |              | 7                  | Zheng Qinwen | 6            | 4            | 62 |              |        |        |        |        |        |
|  | 7            | 7                  | Zheng Qinwen | 6            | 4            | 62 | Zheng Qinwen | 6      | 7      |        |        |        |
|  | 7            |                    |              |              |              |    | Zheng Qinwen | 6      | 7      |        |        |        |
|  | 8            | Barbora Krejčíková | 3            | 5            |              |    |              |        |        |        |        |        |

| Legenda | Legenda                  |
| ------- | ------------------------ |
| Q       | Qualifier                |
| WC      | Deelname via wildcard    |
| LL      | Lucky Loser              |
| r       | Opgave / trok zich terug |
| w/o     | Walk-over                |
| Alt     | Invaller, Alternate      |
| SE      | Special Exempt           |
| PR      | Protected Ranking        |
| d       | Diskwalificatie          |

### Groepswedstrijden

#### Groep Paars
Resultaten
| wedstrijd           | wedstrijd | wedstrijd           | score         |
| ------------------- | --------- | ------------------- | ------------- |
| Jasmine Paolini (4) | –         | Jelena Rybakina (5) | 7-6, 6-4      |
| Aryna Sabalenka (1) | –         | Zheng Qinwen (7)    | 6-3, 6-4      |
| Aryna Sabalenka (1) | –         | Jasmine Paolini (4) | 6-3, 7-5      |
| Zheng Qinwen (7)    | –         | Jelena Rybakina (5) | 7-6, 3-6, 6-1 |
| Jelena Rybakina (5) | –         | Aryna Sabalenka (1) | 6-4, 3-6, 6-1 |
| Zheng Qinwen (7)    | –         | Jasmine Paolini (4) | 6-1, 6-1      |

Klassement
| nr. | speelster           | partijen w-v | sets w-v | games w-v |
| --- | ------------------- | ------------ | -------- | --------- |
| 1.  | Aryna Sabalenka (1) | 2-1          | 5-2      | 36-30     |
| 2.  | Zheng Qinwen (7))   | 2-1          | 4-3      | 35-27     |
| 3.  | Jasmine Paolini (4) | 1-2          | 2-4      | 23-35     |
| 4.  | Jelena Rybakina (5) | 1-2          | 3-5      | 38-40     |

Bij een gelijke stand qua partijen is de uitslag van de onderlinge
wedstrijd beslissend voor de rangorde in het klassement.

#### Groep Oranje
Resultaten
| wedstrijd              | wedstrijd | wedstrijd              | score         |
| ---------------------- | --------- | ---------------------- | ------------- |
| Cori Gauff (3)         | –         | Jessica Pegula (6)     | 6-3, 6-2      |
| Iga Świątek (2)        | –         | Barbora Krejčíková (8) | 4-6, 7-5, 6-2 |
| Cori Gauff (3)         | –         | Iga Świątek (2)        | 6-3, 6-4      |
| Barbora Krejčíková (8) | –         | Jessica Pegula (6)     | 6-3, 6-3      |
| Barbora Krejčíková (8) | –         | Cori Gauff (3)         | 7-5, 6-4      |
| Iga Świątek (2)        | –         | Darja Kasatkina (9)    | 6-1, 6-0      |

Klassement
| nr. | speelster              | partijen w-v | sets w-v | games w-v |
| --- | ---------------------- | ------------ | -------- | --------- |
| 1.  | Barbora Krejčíková (8) | 2-1          | 5-2      | 38-32     |
| 2.  | Cori Gauff (3)         | 2-1          | 4-2      | 33-25     |
| 3.  | Iga Świątek (2)        | 2-1          | 4-3      | 36-26     |
| 4.  | Jessica Pegula (6)     | 0-2          | 0-4      | 11-24     |
| 5.  | Darja Kasatkina (9)    | 0-1          | 0-2      | 1-12      |

Als drie speelsters een gelijke stand qua partijen hebben, is
de setbalans beslissend voor de rangorde in het klassement.

## Dubbelspel
Groepsfase van zaterdag 2 tot en met donderdag 7 november, halve finales op vrijdag 8 november en de finale op zaterdag 9 november.

### Deelnemende teams
- Ranglijstpunten "Race to the WTA Finals" per 28 oktober 2024.

| Nr. | Team                                 | Punten | Groep | Resultaat    | Verloren van                                           |
| --- | ------------------------------------ | ------ | ----- | ------------ | ------------------------------------------------------ |
| 1.  | Ljoedmyla Kitsjenok Jeļena Ostapenko | 5948   | groen | groepsfase   | Siniaková/Townsend, Hsieh/ Mertens, Melichar/Perez     |
| 2.  | Gabriela Dabrowski Erin Routliffe    | 5425   | wit   | winnaressen  | winnaressen                                            |
| 3.  | Hsieh Su-wei Elise Mertens           | 5130   | groen | groepsfase   | Melichar/Perez, Siniaková/Townsend                     |
| 4.  | Sara Errani Jasmine Paolini          | 5045   | wit   | groepsfase   | Dabrowski/Routliffe, Chan/Koedermetova                 |
| 5.  | Caroline Dolehide Desirae Krawczyk   | 4363   | wit   | groepsfase   | Errani/Paolini, Chan/Koedermetova, Dabrowski/Routliffe |
| 6.  | Nicole Melichar-Martinez Ellen Perez | 4020   | groen | halve finale | Gabriela Dabrowski Erin Routliffe                      |
| 7.  | Chan Hao-ching Veronika Koedermetova | 3818   | wit   | halve finale | Kateřina Siniaková Taylor Townsend                     |
| 8.  | Kateřina Siniaková Taylor Townsend   | 3221†  | groen | finale       | Gabriela Dabrowski Erin Routliffe                      |

Op de reservebank zaten Sofia Kenin met Bethanie Mattek-Sands (3345) en
Demi Schuurs met Luisa Stefani (2840) – zij hoefden niet in actie te komen.

### Prijzengeld en WTA-punten
| Resultaat                | Prijzengeld (per team) | WTA- punten |
| ------------------------ | ---------------------- | ----------- |
| winnaressen              | R1 + $ 775.000         | R1 + 900    |
| finale                   | R1 + $ 255.000         | R1 + 400    |
| halve finale             | R1                     | R1          |
| eerste ronde (3/3 zeges) | $ 350.000              | 600         |
| eerste ronde (2/3 zeges) | $ 280.000              | 400         |
| eerste ronde (1/3 zege)  | $ 210.000              | 200         |
| eerste ronde (0/3 zeges) | $ 140.000              | 0           |

- R1 = de opbrengst van de eerste ronde
(groepswedstrijden).
- Hun foutloos parcours leverde het winnende koppel
US$ 1.125.000 en 1500 punten op.

### Halve finale en finale
|  | halve finale | halve finale                         | halve finale                      | halve finale | halve finale |                                      |                                    | finale | finale | finale | finale | finale |
|  |              |                                      |                                   |              |              |                                      |                                    |        |        |        |        |        |
|  | 8            | Kateřina Siniaková Taylor Townsend   | 6                                 | 7            |              |                                      |                                    |        |        |        |        |        |
|  | 7            | Chan Hao-ching Veronika Koedermetova | 0                                 | 65           |              |                                      |                                    |        |        |        |        |        |
|  | 7            | Chan Hao-ching Veronika Koedermetova | 0                                 | 65           |              | 8                                    | Kateřina Siniaková Taylor Townsend | 5      | 3      |        |        |        |
|  |              |                                      |                                   |              |              | 8                                    | Kateřina Siniaková Taylor Townsend | 5      | 3      |        |        |        |
|  |              | 2                                    | Gabriela Dabrowski Erin Routliffe | 7            | 6            |                                      |                                    |        |        |        |        |        |
|  | 6            | 2                                    | Gabriela Dabrowski Erin Routliffe | 7            | 6            | Nicole Melichar-Martinez Ellen Perez | 67                                 | 1      |        |        |        |        |
|  | 6            |                                      |                                   |              |              | Nicole Melichar-Martinez Ellen Perez | 67                                 | 1      |        |        |        |        |
|  | 2            | Gabriela Dabrowski Erin Routliffe    | 7                                 | 6            |              |                                      |                                    |        |        |        |        |        |

| Legenda | Legenda                  |
| ------- | ------------------------ |
| Q       | Qualifier                |
| WC      | Deelname via wildcard    |
| LL      | Lucky Loser              |
| r       | Opgave / trok zich terug |
| w/o     | Walk-over                |
| Alt     | Invaller, Alternate      |
| SE      | Special Exempt           |
| PR      | Protected Ranking        |
| d       | Diskwalificatie          |

### Groepswedstrijden

#### Groep Groen
Resultaten
| wedstrijd                                | wedstrijd | wedstrijd                                | score            |
| ---------------------------------------- | --------- | ---------------------------------------- | ---------------- |
| Kateřina Siniaková Taylor Townsend (8)   | –         | Ljoedmyla Kitsjenok Jeļena Ostapenko (1) | 3-6, 6-3, [11-9] |
| Nicole Melichar-Martinez Ellen Perez (6) | –         | Hsieh Su-wei Elise Mertens (3)           | 1-6, 6-1, [10-6] |
| Hsieh Su-wei Elise Mertens (3)           | –         | Ljoedmyla Kitsjenok Jeļena Ostapenko (1) | 6-1, 6-3         |
| Kateřina Siniaková Taylor Townsend (8)   | –         | Nicole Melichar-Martinez Ellen Perez (6) | 6-2, 6-2         |
| Kateřina Siniaková Taylor Townsend (8)   | –         | Hsieh Su-wei Elise Mertens (3)           | 3-6, 6-3, [10-8] |
| Nicole Melichar-Martinez Ellen Perez (6) | –         | Ljoedmyla Kitsjenok Jeļena Ostapenko (1) | 6-1, 6-3         |

Klassement
| nr. | team                                     | partijen w-v | sets w-v | games w-v |
| --- | ---------------------------------------- | ------------ | -------- | --------- |
| 1.  | Kateřina Siniaková Taylor Townsend (8)   | 3-0          | 6-2      | 32-22     |
| 2.  | Nicole Melichar-Martinez Ellen Perez (6) | 2-1          | 4-3      | 24-23     |
| 3.  | Hsieh Su-wei Elise Mertens (3)           | 1-2          | 4-4      | 28-22     |
| 4.  | Ljoedmyla Kitsjenok Jeļena Ostapenko (1) | 0-3          | 1-6      | 17-34     |

#### Groep Wit
Resultaten
| wedstrijd                             | wedstrijd | wedstrijd                              | score            |
| ------------------------------------- | --------- | -------------------------------------- | ---------------- |
| Sara Errani Jasmine Paolini (4)       | –         | Caroline Dolehide Desirae Krawczyk (5) | 1-6, 6-1, [10-4] |
| Gabriela Dabrowski Erin Routliffe (2) | –         | Chan Hao-ching V Koedermetova (7)      | 7-6, 6-4         |
| Chan Hao-ching V Koedermetova (7)     | –         | Caroline Dolehide Desirae Krawczyk (5) | 3-6, 6-3, [10-7] |
| Gabriela Dabrowski Erin Routliffe (2) | –         | Sara Errani Jasmine Paolini (4)        | 1-6, 7-6, [11-9] |
| Chan Hao-ching V Koedermetova (7)     | –         | Sara Errani Jasmine Paolini (4)        | 3-6, 7-6, [11-9] |
| Gabriela Dabrowski Erin Routliffe (2) | –         | Caroline Dolehide Desirae Krawczyk (5) | 4-6, 6-3, [10-6] |

Klassement
| nr. | team                                     | partijen w-v | sets w-v | games w-v |
| --- | ---------------------------------------- | ------------ | -------- | --------- |
| 1.  | Gabriela Dabrowski Erin Routliffe (2)    | 3-0          | 6-2      | 33-31     |
| 2.  | Chan Hao-ching Veronika Koedermetova (7) | 2-1          | 4-4      | 31-34     |
| 3.  | Sara Errani Jasmine Paolini (4)          | 1-2          | 4-5      | 32-27     |
| 4.  | Caroline Dolehide Desirae Krawczyk (5)   | 0-3          | 3-6      | 25-29     |